# The Addams Family (1991)
The Addams Family is een Amerikaanse film en zwarte komedie uit 1991. De film is gebaseerd op de fictieve Addams Family, bedacht door striptekenaar Charles Addams. De film kreeg verschillende nominaties voor Oscars en Golden Globes.
De film werd oorspronkelijk geproduceerd door Orion Pictures (die toen de rechten op de originele televisieserie bezat), maar door financiële problemen moest Paramount Pictures meehelpen met de productie.
De film werd geregisseerd door Barry Sonnenfeld. Hoofdrollen werden vertolkt door Christopher Lloyd, Raúl Juliá, Anjelica Huston, en Christina Ricci. In de Verenigde Staten ging de film in première op 22 november 1991. In Nederland was de première op 22 december 1991.

## Verhaal
De film begint rond kerstmis. Men ziet de Addams Family in hun dagelijkse bezigheden. Gomez Addams haalt herinneringen op aan zijn broer Fester, die 25 jaar geleden is weggelopen na een ruzie met Gomez en sindsdien spoorloos is verdwenen. Gomez’ corrupte advocaat, Tully Alford, stelt voor om een "Fester Addams Offshore Retirement Fund" op te zetten om geld in te zamelen, zogenaamd om Fester te helpen vinden maar in werkelijkheid om een schuld van Alford af te betalen. Gomez gaat niet akkoord. Alfords vrouw Margaret probeert ook geld te krijgen van de Addamsen, maar het enige dat Morticia haar geeft is een vingerklem die ze kan verkopen op de aankomende veiling.
Tully gaat terug naar zijn schuldeiser, Ms. Craven. Haar zoon Gordon is ook bij haar. Tully ontdekt dat Gordon sprekend lijkt op Fester Addams. Hij maakt samen met Ms. Craven een deal om Gordon zich te laten voordoen als Fester en zo te infiltreren bij de familie Addams zodat ze hun rijkdommen kunnen stelen.
Gordon doet zijn intrede wanneer de familie een seance houdt om Festers geest op te roepen. Ms Craven doet zich voor als “Fester”s psychiater, die de familie vertelt dat ze hem in Miami hebben gevonden. “Fester” zal een week bij de familie blijven daar hij zogenaamd nog zaken moet afhandelen in de Bermudadriehoek.
Gomez is dolgelukkig dat zijn broer terug is en neemt Gordon mee naar de kluis om hem wat oude filmpjes te laten zien van toen Gomez en Fester nog kinderen waren. Ook komt aan het licht waarom Gomez en Fester 25 jaar geleden ruzie hadden: Gomez was jaloers op Fester omdat die altijd de aandacht van de vrouwen kreeg. Gomez’ vreugde gaat echter al snel over in argwaan wanneer hij ontdekt dat “Fester” zich niets kan herinneren van belangrijke gebeurtenissen uit hun jeugd.
Bang dat hij door de mand zal vallen, roept Gordon de hulp in van zijn moeder. Zij doet zich voor als de psychologe Dr. Pinder-Schloss, die de familie overtuigt dat hun argwaan tegenover “Fester” normaal is voor mensen die elkaar na zo lang weer terugzien. Gomez is overtuigd en geeft Fester nog een tweede kans. Ondanks de moeilijke start raakt Gordon steeds meer gehecht aan de familie, vooral Wednesday en Pugsley. Hij gaat zelfs kijken naar hun toneelstuk op school; dit tegen de plannen van Ms. Craven in.
De dag na het optreden maakt Morticia bekend dat er een groot feest zal worden gegeven ter ere van Festers terugkeer. Gordon en Ms. Craven besluiten van dit feest gebruik te maken om de kluis leeg te roven. Vlak voor het feest ontdekt Wednesday Gordon en Ms. Craven in de badkamer van het huis, en hoort van hun plannen. Ze weet aan Gordon te ontkomen, maar kan de andere familieleden niet op tijd waarschuwen daar het feest al in volle gang is. Op het feest wordt zelfs, ter ere van Fester, de Mamushka gedanst, een dans die de Addams alleen bij speciale gelegenheden gebruiken.
Ondertussen ontdekt Tully Alford dat Fester als oudste broer de eerste erfgenaam van het Addams-familiefortuin is. Hij roept de hulp in van Gomez’ buurman, een rechter wiens ramen altijd sneuvelen door Gomez’ golfballen. Hij is meer dan bereid om Alford te helpen. Hij concludeert in een rechtszaak dat het Addams-landgoed en alles wat erop staat wettelijk van Fester is, en laat de Addams-familie uit hun huis zetten. Verslagen zoekt de familie onderdak in een motel, waarna Gordon, zijn moeder en Tully Alford het huis overnemen en proberen de kluis te openen.
De familie probeert zich wanhopig aan te passen aan hun nieuwe situatie: Wednesday en Pugsley openen een limonadekraam, Morticia probeert lerares te worden op een kleuterschool en Thing krijgt onverwacht een baan als koerier voor Federal Express. Morticia kan er niet tegen haar familie zo te moeten zien leven, en keert in het geheim terug naar het landhuis voor een confrontatie met Gordon. Ze wordt gevangen door Tully en Ms. Craven, die haar martelen om er achter te komen hoe ze de kluis moeten openen. Thing ziet dit en waarschuwt de familie. Gomez haast zich ook naar het huis, waar Ms. Craven hem een ultimatum stelt: Gomez moet hem de kluis tonen of anders zal Morticia sterven.
Gordon krijgt ondertussen steeds meer zijn bedenkingen over de situatie, vooral daar hij erg gehecht is geraakt aan de familie. Hij neemt de zaken in eigen hand. Hij weet dat de Addams-familie een boek heeft waarmee de inhoud van andere boeken werkelijkheid kan worden gemaakt. Met dit boek laat hij een orkaan los in het huis. Gomez en Morticia weten te ontsnappen terwijl de orkaan Tully en Ms. Craven het huis uit blaast. Buiten landen de twee in open graven, waar ze meteen in begraven worden door Pugsley en Wednesday. Gordon sluit het boek weer, maar voordat de orkaan geheel is verdwenen, wordt hij geraakt door een bliksem.
Zeven maanden later is alles weer bij het oude binnen de Addams-familie. Het blijkt dat Gordon daadwerkelijk de lang verloren gewaande Fester is. Hij raakte bij een ongeluk in de Bermudadriehoek zijn geheugen kwijt, waarna Ms. Craven hem vond in Miami en hem wijsmaakte dat hij haar zoon was. De blikseminslag heeft Fester zijn geheugen weer teruggegeven. Margaret, nu de weduwe van Tully, begint een relatie met Neef Itt. Morticia maakt bekend dat ze zwanger is.

## Rolverdeling
| Acteur            | Personage                         | Opmerking |
| ----------------- | --------------------------------- | --------- |
| Raúl Juliá        | Gomez Addams                      |           |
| Anjelica Huston   | Morticia Addams                   |           |
| Jimmy Workman     | Pugsley Addams                    |           |
| Christina Ricci   | Wednesday Addams                  |           |
| Christopher Lloyd | Gordon Craven / Fester Addams     |           |
| Judith Malina     | Oma Addams                        |           |
| Carel Struycken   | Lurch                             |           |
| Christopher Hart  | Thing                             | hand      |
| John Franklin     | Neef Itt                          |           |
| Dan Hedaya        | Tully Alford                      |           |
| Elizabeth Wilson  | Ms. Craven / Dr. Pinder-Schloss   |           |
| Dana Ivey         | Margaret Alford / Margaret Addams |           |
| Paul Benedict     | Rechter Womack                    |           |
| Mercedes McNab    | Scoutingmeisje                    |           |

## Citaten
Nadat Tully en Ms. Craven begraven zijn :

Pugsley: "Are they really dead?"

Wednesday: "Does it matter?"
Gomez (tegen Fester): We danced the Mamushka while Nero fiddled, we danced the Mamushka at Waterloo. We danced the Mamushka for Jack the Ripper, and now, Fester Addams, this Mamushka is for you.
Morticia (tegen Thing): Thing, you're a handful.

## Achtergrond
De film verschilt in een aantal opzichten van de originele televisieserie. De grootste verandering is dat Fester Addams opeens de broer is van Gomez, aangezien hij in de originele serie de oom was van Morticia (hij was de broer van Morticia’s moeder Hester). Ook is Oma in de film niet langer de moeder van Gomez, maar die van Morticia. Gomez’ ouders zijn in de film vermoord door een woedende menigte. Neef Itts stem is hoger dan in de televisieserie, en zijn haar is nu glad in plaats van vol krullen.
De film was een groot succes en bracht in het openingsweekend in de Verenigde Staten 25 miljoen dollar op. Dit succes leidde tot de creatie van de tweede animatieserie rondom de Addams Family. De film zelf kreeg in 1993 een vervolg: Addams Family Values.
Christina Ricci werd dankzij haar rol als Wednesday beroemd en kreeg veel rollen aangeboden waarin ze een soortgelijk personage speelde.

## Prijzen/nominaties
“The Addams Family” werd in 1992 en 1993 genomineerd voor zestien prijzen, waarvan hij er drie won.
Gewonnen:
- De ASCAP-award voor “Top Box Office Films”
- De Golden Raspberry Award voor slechtste originele lied ("Addams Groove")
- De Young Artist Award voor Beste jonge acteur in een film (Jimmy Workman).

Enkel genomineerd:
- De Oscar voor Beste kostuumontwerp
- 4 Saturn Awards:
  - Beste acteur (Raúl Juliá)
  - Beste fantasiefilm
  - Beste optreden door een jonge acteur (Christina Ricci)
  - Beste speciale effecten
- Twee BAFTA film awards:
  - Beste grimeur.
  - Beste productieontwerp
- De artios voor Beste acteurs in een komedie
- De Golden Globe voor Beste optreden van een actrice in een film
- De Hugo Award voor Beste dramaoptreden
- Twee MTV Movie Awards:
  - Beste kus (Raul Julia en Anjelica Huston)
  - Beste filmlied.
- De Young Artists Award voor “Beste jonge actrice in een film (Christina Ricci).